# Кањот
Кањот (фр. Cagnotte) је насеље и општина у југозападној Француској у региону Аквитанија, у департману Ланд која припада префектури Дакс.
По подацима из 2011. године у општини је живело 730 становника, а густина насељености је износила 49,73 становника/km². Општина се простире на површини од 14,68 km². Налази се на средњој надморској висини од 44 метара (максималној 135 m, а минималној 12 m).

## Демографија
| 1962. | 1968. | 1975. | 1982. | 1990. | 1999. | 2011. |
| ----- | ----- | ----- | ----- | ----- | ----- | ----- |
| 415   | 457   | 441   | 472   | 506   | 525   | 730   |

График промене броја становника у току последњих година